# 吉尔吉斯斯坦—美国关系
吉尔吉斯斯坦－美国关系是指吉尔吉斯斯坦和美国之间历史上与现代的双边关系。现代吉尔吉斯斯坦与美国于1991年12月25日建立外交关系，美国政府亦于翌年在比什凯克设立大使馆。
根据2012年美国全球领导力报告，34%的吉尔吉斯人赞成美国的领导，43%不赞成，23%不确定。

## 历史
1991年12月25日，美国政府承认脱离前苏联独立的吉尔吉斯斯坦，并与之建立了正式外交关系。此后，美国政府开始向吉尔吉斯斯坦提供人道援助、非致命性军事援助、经济支持和政治改革方面的援助，还支持吉尔吉斯斯坦向国际组织提出的援助请求。

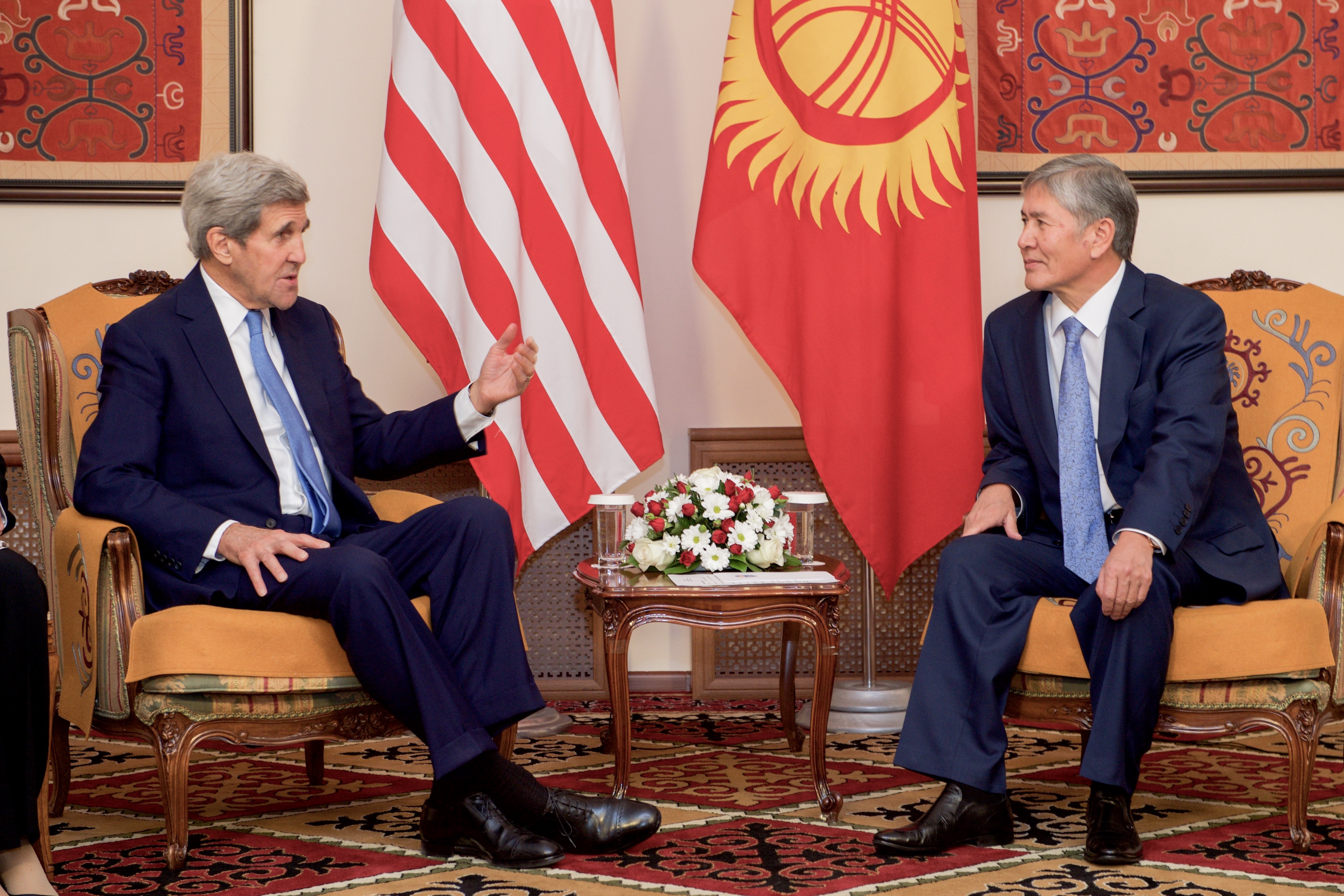
2015年，克里国务卿在比什凯克会见吉尔吉斯斯坦总统阿坦巴耶夫

在九一一袭击事件之后，美国对吉尔吉斯斯坦及其周边地区的关注程度上升，九一一事件后，美国空军于2001年12月在玛纳斯开设了中转中心(吉爾吉斯也是中亞唯一有美軍駐守的國家)。但是在2014年，美国国务院决定将当年度人权捍卫者奖授予吉尔吉斯斯坦囚犯阿齐姆占·阿斯卡洛夫。其人是一名记者兼政治活动家，因在2010年吉尔吉斯斯坦南部种族骚乱中的活动而被捕。对此，吉尔吉斯斯坦外交部表示抗议，并因此于2015年7月中止了两国于1993年签署的双边合作条约，关闭马纳斯中转中心。此事件发生后，美国警告吉尔吉斯斯坦，称将会取消对吉国提供人道主义援助和安全援助。三个月后，时任美国国务卿约翰·福布斯·克里访问吉尔吉斯斯坦，以期缓和双边关系。
美国也援助吉尔吉斯斯坦实施必要的经济、卫生部门和教育改革，并支持费尔干纳盆地地区的经济发展和冲突解决。在2020至2021年美国军队从阿富汗撤出之后，许多人对美国未来对中亚事务的参与问题提出了担忧，哥伦比亚大学教授亚历山大·库利认为，美国正在寻求避免与对象国政府打交道所可能招致的政治敏感性，从而更自由地制定自身在该地区的行为策略。

## 引用
1. ↑  . 美国国务院.   [2023-01-23]. （原始内容存档于2022-08-16） （英语）. 本文含有此來源中屬於公有领域的内容。
2. ↑  U.S. Global Leadership Project Report - 2012 （页面存档备份，存于） 盖洛普
3. ↑  VOA. .   [2005-03-26]. （原始内容存档于2022-07-21）. 本文全部或部分内容来自美国联邦政府所属的美国之音网站。根据版权条款（英文）和有关美国政府作品版权的相关法律，其官方发布的内容属于公有领域。
4. ↑  Solovyov, Dmitry. . Reuters. July 21, 2015  [November 2, 2015]. （原始内容存档于2021-11-10）.
5. ↑  Clark, Dave. . Yahoo! News. Agence France-Presse. October 31, 2015  [November 2, 2015]. （原始内容存档于2021-11-10）.
6. ↑  Cooley, Alexander. . Foreign Affairs. 23 August 2021  [24 August 2021]. （原始内容存档于2022-05-30）.